# Odontopera hafneri
Odontopera hafneri là một loài bướm đêm trong họ Geometridae.